# 丁香油酚
丁香油酚（分子式C10H12O2），是一種有機化合物，存在於多種植物中，富含于其精油中，如月桂油等。具有持久香氣，常作为香皂的香料。
丁香油酚是苯基丙烯，烯丙基鏈取代的鄰甲氧基苯酚。丁香油酚是苯丙類化合物中的一員。它是一種無色至淡黃色油狀液體，從特別是在丁香油、肉荳蔻、肉桂、羅勒和月桂葉某些精油提取。它存在於丁香花蕾油中80-90％的濃度，在丁香葉油82-88％的濃度。
丁香油酚的英文名字“eugenol”源自丁香其中一个属名——“Eugenia”（番樱桃属）。丁香的香氣主要來自其中的丁香油酚。

## 性質

### 物理性質
- 無色至淡黃色微稠厚液體，具強烈丁香氣味[1]。
- 溶於乙醇、乙醚、氯仿和精油，不溶於水。[3]

### 化學性質
- 不穩定、抗氧化[4]
- 長期暴露空氣中会變黑變稠黏，出现刺激性臭味。

## 製備
- 將天然精油鹼處理單離生成。
- 可由愈創木酚和烯丙基氯（或烯丙醇）反應，經烯丙基化生成[1]。

## 用途
- 抗菌、局部麻醉藥和降血壓。[4]如魚販給魚灑「丁香油水門汀」作為水產麻醉劑及魚類麻醉劑。[5][6][7]
- 製造香水、香精、精油、修飾劑和定香劑。

## 危害
- 過量攝取會出现心悸、頭暈、嘔吐、腹瀉、昏迷及抽搐等症状，可引起皮炎及皮膚過敏[8]。1993年，曾报道一名2岁男童服用5至10毫升丁香油酚後险些喪命。[9]
- 具有肝毒性，影響肝功能。[10][11]

## 含有丁香油酚的植物
- 丁香[12][13][14]
- 桂皮 [13][15]
- 柴桂 [16]
- 肉豆蔻[17]
- 羅勒[18]
- 丁香羅勒 [19]
- 蜜蜂花[20]
- 蒔蘿

## 外部連結
- （英文）Kegley, S.E., Hill, B.R., Orme S., Choi A.H., Toxicity Information for Eugenol（页面存档备份，存于） in PAN Pesticide Database, Pesticide Action Network, North America (San Francisco, CA, 2010)
- （英文）. ScienceBlogs. 2006-10-04  [2010-12-07]. （原始内容存档于2009-12-30）. (Eugenol entry on the Molecule of the Day blog)
- 丁子香酚 Eugenol （页面存档备份，存于） 中草藥化學圖像數據庫 (香港浸會大學中醫藥學院) （中文）（英文）